# 程叔琳

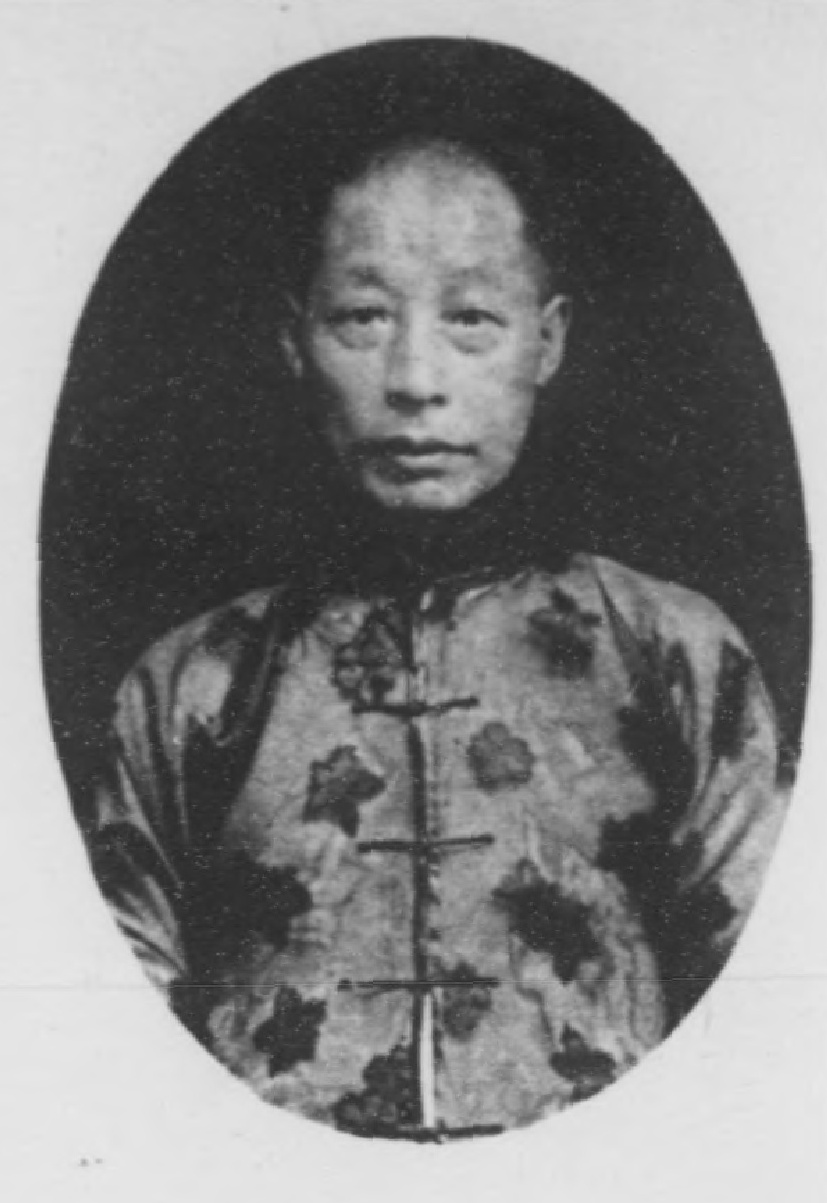
程叔琳的個人近照

程叔琳（?—?），湖北省黃岡縣人，清末翰林，同進士出身。
光緒三十年，會試第242名，殿試登進士三甲44名，改翰林院庶吉士。宣統元年（1909年），授檢討。